# ويليام هوفمان (مؤلف)
ويليام هوفمان (بالإنجليزية: William Hoffman)‏‏ (16 مايو 1925 في تشارلستون، فيرجينيا الغربية - 12 سبتمبر 2009 في فارمفيل)؛ روائي، وصحفي من الولايات المتحدة.